# Municipio de Millwood (Ohio)
El municipio de Millwood (en inglés: Millwood Township) es un municipio ubicado en el condado de Guernsey en el estado estadounidense de Ohio. En el año 2010 tenía una población de 1419 habitantes y una densidad poblacional de 20,14 personas por km².

## Geografía
El municipio de Millwood se encuentra ubicado en las coordenadas 39°59′23″N 81°17′8″O / 39.98972, -81.28556. Según la Oficina del Censo de los Estados Unidos, el municipio tiene una superficie total de 70.46 km², de la cual 70,44 km² corresponden a tierra firme y (0,03 %) 0,02 km² es agua.

## Demografía
Según el censo de 2010, había 1419 personas residiendo en el municipio de Millwood. La densidad de población era de 20,14 hab./km². De los 1419 habitantes, el municipio de Millwood estaba compuesto por el 97,11 % blancos, el 0,63 % eran afroamericanos, el 0,07 % eran amerindios, el 0,14 % eran asiáticos, el 0,28 % eran de otras razas y el 1,76 % eran de una mezcla de razas. Del total de la población el 0,78 % eran hispanos o latinos de cualquier raza.